# Outsourced
Outsourced, znany także pod tytułami Na placówce i Źródło szczęścia – komedia romantyczna z 2006 roku w reżyserii Johna Jeffcoata. Film podejmuje temat outsourcingu – przenoszenia części produkcji do krajów o tańszej sile roboczej, a także pokazuje różnice kulturowe między Hindusami a Amerykanami.

## Fabuła
Seattle. Todd Anderson (Josh Hamilton), pracownik telekomunikacyjnej firmy sprzedającej towary z wielką niechęcią przyjmuje zmianę wprowadzoną nagle przez kierownictwo. Dział sprzedaży zostaje rozwiązany. Aby zaoszczędzić na płacach firma wysyła Todda do Indii. Ma tam założyć filię firmy i przeszkolić Indusów, którzy anglizując swoje imiona i podrabiając amerykański akcent, mają stwarzać Amerykanom złudzenie, że nadal są obsługiwani przez swoich. Na miejscu Todd przeżywa szok. To, co go otacza jest tak różne od tego, co zna. On też budzi zdumienie i niezrozumienie w Indusach. Samotność w Indiach uświadamia mu, jak bardzo był też sam w Ameryce. Zdesperowany odsłuchuje z sekretarki informacje o tym, że nikt mu nie pozostawił pod jego nieobecność żadnych wiadomości. Jego miejsce u boku byłej dziewczyny okazuje się już zajęte. Odwiedzani kilka razy do roku rodzice nie liczą na jego kontakt. Postawione mu przez szefa firmy zadanie skrócić czas kontaktu z klientem z 12 minut do sześciu wydaje się przy mentalności Indusów niemożliwe. Bilans klęsk. Todd musi się zmierzyć z tym, w jakim miejscu swojego życia jest, co wymaga zmiany. Jednak z pomocą zaprzyjaźnionych Indusów Puro (Assif Basra) i Ashy (Ayesha Dharkar) Todd osiąga sukces. W międzyczasie coraz bardziej rozsmakowuje się w Indiach i zakochuje w Ashy.

## Nagrody
- Nagroda publiczności za film – 2007 (Cinequest San Jose Film Festival)
- Nagroda publiczności za film – 2007 (Bend Film Festival)
- Nagroda Publiczności 2007 (Hard Acre Film Festival)
- Nagroda John Schlesinger 2007 dla John Jeffcoat za film (Palm Springs International Film Festival)
- Golden Space Needle Award dla John Jeffcoat 2007 (Seattle International Film Festival)

## Obsada
- Josh Hamilton	 ... 	Todd Anderson
- Matt Smith	... 	Dave
- Rudolf Rodrigues	... 	kierujący rykszą
- Siddharth Jadhav	... 	Gola Vendor
- Asif Basra	... 	Purohit N. Virajnarianan
- Sudha Shivpuri	... 	ciotka Ji
- Parvati	... 	Aunti Ji siostra
- Ayesha Dharker	... 	Asha